# Infantaria montada
A infantaria montada (normalmente chamada de dragões nos séculos XVII e XVIII Rifles montados em países anglofónos a partir do século XIX) era um tipo de infantaria que montava cavalos em vez de marchar para aumentar a velocidade das manobras, porém lutavam a pé. De acordo com a Encyclopædia Britannica de 1911, "Rifles montados são meio cavalaria, infantaria montada apenas infantaria especialmente móvel". Hoje, com os veículos motorizados substituindo os cavalos para o transporte militar, a infantaria motorizada é, em alguns aspectos, sucessora da infantaria montada.

## História

### Antes da era da pólvora
As origens da infantaria montada remontam pelo menos aos primórdios da guerra organizada. Com o peso da antiga armadura de bronze, os campeões adversários viajariam para a batalha em carruagens antes de desmontar para lutar. Com a evolução da guerra hoplita, alguns hoplitas viajavam para a batalha a cavalo, antes de desmontar para ocupar seu lugar na falange. Os primeiros militares romanos pré-marianos tinham unidades compostas por soldados de infantaria agarrados às selas da cavalaria para levá-los à batalha e depois desmontar para lutar. Os comitatos gauleses e germânicos foram relatados para usar cavaleiros duplos, com um segundo guerreiro juntando-se a um cavaleiro apenas por uma curta distância antes de desmontar para lutar a pé.  A Dinastia Han também usou extensivamente infantaria montada em suas campanhas contra a confederação Xiongnu. Durante muitas das campanhas Han, a grande maioria do exército cavalgava; quer como cavalaria montada ou infantaria montada que lutava desmontada.
Outra infantaria notável que usava cavalos para aumentar sua mobilidade eram os besteiros genoveses e os invasores vikings que reuniam todos os cavalos que pudessem encontrar nas proximidades de seus desembarques.

### Dragões

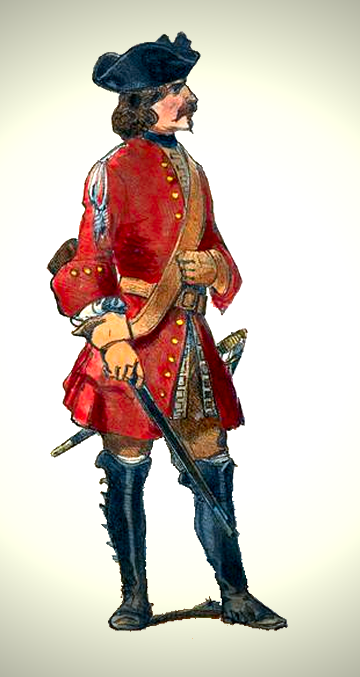
Um dragão francês (c. 1700).

Os dragões originalmente eram infantaria montada, treinados em equitação, bem como habilidades de luta de infantaria. No entanto, o uso mudou ao longo do tempo e durante o século XVIII, os dragões evoluíram para unidades e pessoal de cavalaria leve convencional. Regimentos de dragões foram estabelecidos na maioria dos exércitos europeus durante o final do século XVII e início do século XVIII.
O nome é possivelmente derivado de um tipo de arma de fogo (chamada dragão) transportada por dragões do exército francês. Não há distinção entre as palavras dragão (no sentido militar) e dragão (quando se refere ao ser fantástico) em francês.
O título foi mantido nos tempos modernos por vários regimentos montados blindados ou cerimoniais.

### Século XIX
Com a invenção de pistolas e rifles de repetição de disparo rápido e preciso em meados do século XIX, a cavalaria começou a se tornar cada vez mais vulnerável. Muitos exércitos começaram a usar tropas que podiam lutar a cavalo ou a pé, conforme as circunstâncias ditassem. Lutar a cavalo com espadas e lanças permitiria um movimento rápido sem cobertura do fogo inimigo, enquanto lutar a pé com pistolas e rifles permitia que eles fizessem uso de cobertura e formassem linhas defensivas.
As primeiras unidades de infantaria montadas foram levantadas durante a Guerra Mexicano-Americana (como o Regimento de Rifles Montados dos Estados Unidos, mas renomeado como 3º Regimento de Cavalaria em 1861), e outros se seguiram, por exemplo, na Austrália na década de 1880. Termos como " mounted rifles" (Rifles montados) ou "light horse" (cavalos ligeiros) eram frequentemente usados.
A Legião Estrangeira Francesa usou companhias montadas em mulas na década de 1880. Cada mula era compartilhada por dois legionários, que se revezavam em montá-la. Esse arranjo permitia marchas mais rápidas e prolongadas que podiam cobrir 60 milhas em um dia.
No teatro ocidental da guerra civil americana, vários regimentos de infantaria foram convertidos em infantaria montada e armados com rifles de repetição. A Brigada Relâmpago na Batalha de Chickamauga foi um exemplo dessas unidades de infantaria montadas da União.
No exército britânico, as unidades de infantaria em algumas partes do Império Britânico tinham um pelotão montado para reconhecimento e escaramuças. Além disso, muitas unidades criadas localmente, como os Rifles Montados do Ceilão, os Rifles Montados no Cabo, os Carabineiros de Natal e os Cavalos de Marshall lutaram como infantaria montada.
Na Segunda Guerra dos Bôeres, os britânicos copiaram os bôeres e criaram grandes forças de sua própria infantaria montada. Entre várias formações ad hoc, o Imperial Yeomanry foi criado a partir de voluntários na Grã-Bretanha em 1900 e 1901. Muitos dos contingentes da Austrália, Canadá e Nova Zelândia (por exemplo, os Cavalos ligeiros australianos e os Rifles montados canadenses) eram MI (infantaria montada), bem como irregulares criados localmente como o Cavalos ligeiros imperiais e os Cavalos ligeiros sul-africanos. Como a artilharia era de uso limitado contra bandos guerrilheiros Bôer espalhados no final da guerra, o pessoal montado das unidades de Artilharia Real foi organizado em Rifles Montados da Artilharia Real.
Como parte das lições aprendidas dessa guerra, os regimentos de cavalaria regulares britânicos estavam armados com o mesmo rifle que a infantaria e tornaram-se bem treinados em táticas desmontadas. Uma versão do rifle de infantaria padrão, o LEC de cano mais curto ou "Lee-Enfield Cavalry Carbine Mark I" foi introduzido em 1896.

### Transição para o século XX

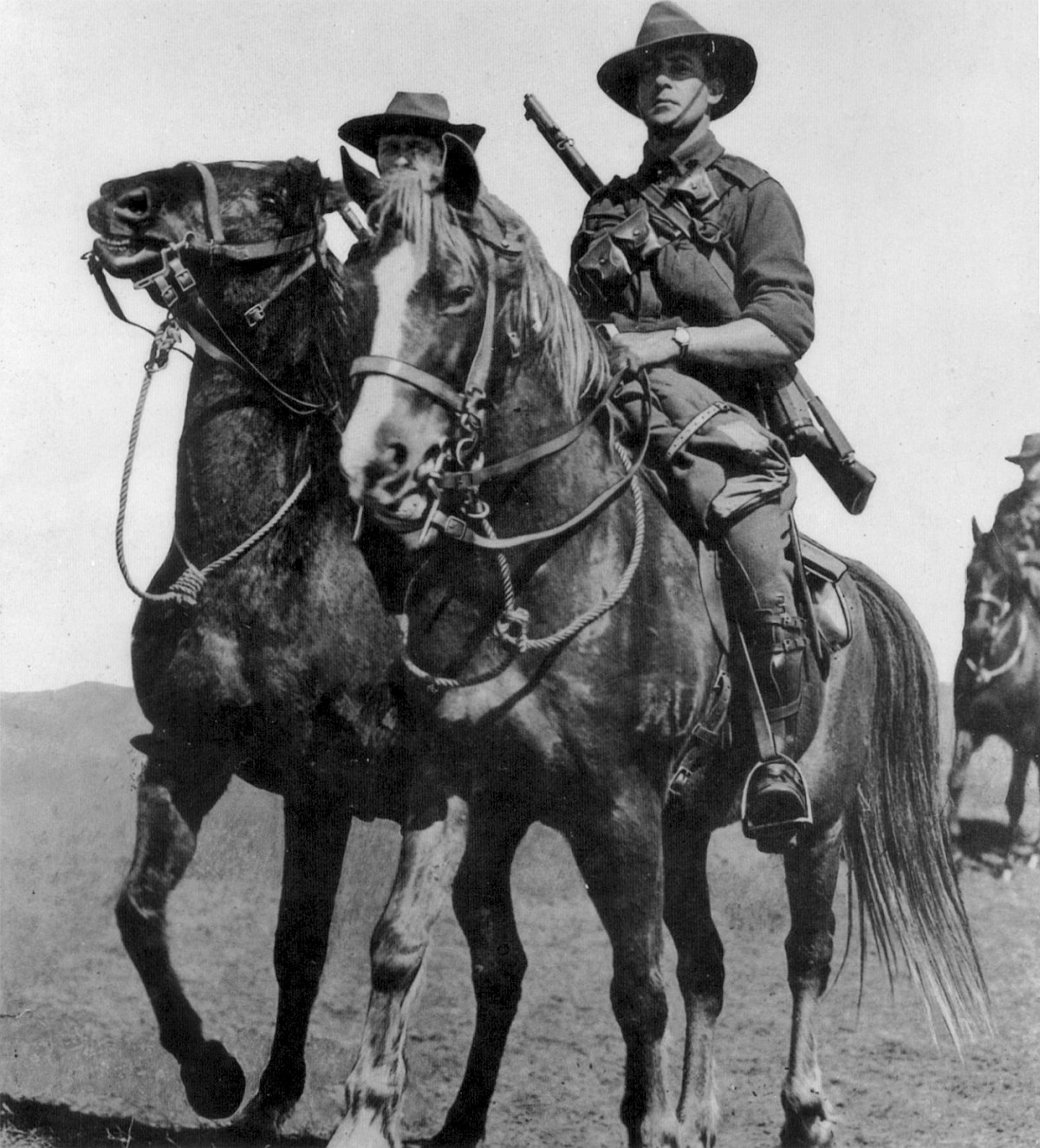
2 light horsemen australianos em 1914

Muitos exércitos europeus também usavam infantaria ciclista de maneira semelhante à infantaria montada que usava cavalos. No entanto, eles foram prejudicados pela necessidade de estradas adequadas.
A 4ª Brigada de Cavalos Ligeiros Australiana, que participou da carga de cavalaria na Batalha de Beersheba (1917) durante a Primeira Guerra Mundial, é rotulada como brigada de infantaria montada na mídia popular, no entanto, eles eram de fato rifles montados, assim como a Brigada de Rifles Montados da Nova Zelândia que também participou desta batalha. Os regimentos de rifles montados não têm a massa de batalhões de infantaria montada, pois uma brigada de cavalos leves só poderia reunir tantos rifles na linha quanto um único batalhão. Consequentemente, seu emprego refletia essa falta de massa, com as táticas buscando aproveitar maior mobilidade e fogo para superar a oposição, em vez de ataques em massa escalonados.
A infantaria montada começou a desaparecer com a mudança de cavalos para veículos motorizados nas décadas de 1920 e 1930. A Alemanha implantou algumas unidades de infantaria montadas a cavalo na Frente Russa durante a Segunda Guerra Mundial, e unidades de ciclistas em ambas as frentes, e tanto a Alemanha quanto a Grã-Bretanha (que usaram batalhões de ciclistas na Primeira Guerra Mundial) experimentaram batalhões de motocicletas. A Alemanha também utilizou tropas orgânicas montadas em cavalos e bicicletas dentro das formações de infantaria durante a Segunda Guerra Mundial, embora o uso de bicicletas tenha aumentado à medida que a Alemanha recuava para seu próprio território. O Japão empregou ciclistas com grande efeito em sua campanha de 1941 a 1942 na Malásia e dirigiram em Singapura durante a Segunda Guerra Mundial. Um regimento de cavalaria a cavalo dos escoteiros filipinos ajudou na defesa das Filipinas no início da Segunda Guerra Mundial. A 10ª Divisão de Montanha do Exército dos EUA também manteve uma Tropa de Reconhecimento Montado durante a Segunda Guerra Mundial, que serviu na Itália e na Áustria durante a guerra.
Países com tradições militares arraigadas, como a Suíça, mantiveram tropas montadas em cavalos até a Guerra Fria, enquanto a Suécia manteve grande parte de sua infantaria em bicicletas durante os meses sem neve.